# Premio Lionel Gelber
El premio Lionel Gelber ( en inglés: Lionel Gelber Prize )  es un galardón literario para libros de no ficción escritos en inglés sobre política exterior. Fundado en 1989 por el diplomático canadiense Lionel Gelber, el premio honra "el mejor libro de No ficción del mundo en inglés sobre asuntos exteriores que busca profundizar el debate público sobre asuntos internacionales significativos".  El ganador se embolsa la suma de CA $ 50,000. El premio es entregado anualmente por la Escuela Munk de Asuntos Globales y Políticas Públicas de la Universidad de Toronto.
Los candidatos son juzgados por un jurado internacional de expertos. En 1999, The Economist llamó al premio "el premio más importante del mundo para la no ficción". Entre sus ganadores figuran autores como Lawrence Wright, Jonathan Spence, David McCullough, Kanan Makiya, Michael Ignatieff, Eric Hobsbawm, Robert Kinloch Massie, Adam Hochschild (dos veces), Robert Skidelsky , Walter Russell Mead, Chrystia Freeland y Steve Coll.

## Ganadores
- 1990: The Search for Modern China, de Jonathan Spence.
- 1991: Code of Peace: Ethics and Security in the World of Warlord States, de Dorothy V. Jones.
- 1992: Truman, de David McCullough.
- 1993: Cruelty and Silence: War, Tyranny, Uprising and the Arab World, de Kanan Makiya.
- 1994: Blood and Belonging: Journeys Into the New Nationalism, de Michael Ignatieff.
- 1995: Age of Extremes: The Short 20th Century, de Eric Hobsbawm.
- 1996: Inside the Kremlin's Cold War: From Stalin to Khrushchev, de Vladislav Zubok y Constantine Pleshakov.
- 1997: Aftermath: The Remnants of War, de Donovan Webster.
- 1998: Loosing the Bonds: The United States and South Africa In the Apartheid Years, de Robert Kinloch Massie.
- 1999: King Leopold's Ghost: A Story of Greed, Terror and Heroism In Colonial Africa, de Adam Hochschild.
- 2000: A Great Wall: Six Presidents and China: An Investigative History, de Patrick Tyler.
- 2001: John Maynard Keynes, Fighting for Britain 1937-1946, de Robert Skidelsky.
- 2002: Special Providence: American Foreign Policy and How It Changed the World, de Walter Russell Mead.
- 2003: America Unbound: The Bush Revolution in Foreign Policy, de Ivo H. Daalder y James M. Lindsay.
- 2004: Ghost Wars: The Secret History of the CIA, Afghanistan, and Bin Laden, from the Soviet Invasion to September 10, 2001, de Steve Coll.[5]
- 2006: Bury the Chains: Prophets and Rebels in the Fight to Free an Empire's Slaves, de Adam Hochschild.
- 2007: The Looming Tower: Al Qaeda and the Road to 9/11, de Lawrence Wright.
- 2008: The Bottom Billion: Why the Poorest Countries Are Failing and What Can Be Done About It, de Paul Collier.
- 2009: A Choice of Enemies: America Confronts the Middle East, de Lawrence Freedman.
- 2010: The Generalissimo: Chiang Kai-shek and the Struggle for Modern China, de Jay Taylor.[6]
- 2011: Polar Imperative: A History of Arctic Sovereignty in North America, de Shelagh Grant.[7]
- 2012: Deng Xiaoping and the Transformation of China, de Ezra F. Vogel.[8][9]
- 2013: Plutocrats: The Rise of the New Global Super-Rich and the Fall of Everyone Else, de Chrystia Freeland.[10][11]
- 2014: The Blood Telegram: Nixon, Kissinger, and a Forgotten Genocide, de Gary J. Bass.[12]
- 2015: The Last Empire: The Final Days of the Soviet Union, de Serhii Plokhy.[13]
- 2016: Objective Troy: A Terrorist, A President, and the Rise of the Drone, de Scott Shane.[14]
- 2017: A Rage for Order: The Middle East in Turmoil, from Tahrir Square to ISIS, de Robert F. Worth.
- 2018: Red Famine: Stalin's War on Ukraine, de Anne Applebaum.
- 2019: Crashed: How a Decade of Financial Crises Changed the World, de Adam Tooze.[15]
- 2020: The Light that Failed: A Reckoning, de Ivan Krastev y Stephen Holmes.
- 2021: Trade Wars Are Class Wars: How Rising Inequality Distorts the Global Economy and Threatens International Peace, de Matthew C. Klein y Michael Pettis.
- 2022: The American War in Afghanistan: A History, de Carter Malkasian.[16]
- 2023: Overreach: How China Derailed Its Peaceful Rise, de Susan L. Shirk.[17]
- 2024: Homelands: A Personal History of Europe, de Timothy Garton Ash.[18]